# Convención de Évora-Monte
La Concesión de Évora Monte o Capitulación de Évora Monte (después impropiamente llamada Convención de Évora Monte) fue un acuerdo firmado entre los liberales y los miguelistas en la localidad alentejana de Évora Monte (hoy concejo de Estremoz) el 26 de mayo de 1834, lo cual puso término a la guerra civil de 1832-34 que afectaba a la nación portuguesa desde hacía casi dos años.

## Antecedentes
Miguel I de Portugal, considerado soberano usurpador del trono de su sobrina María da Glória por los liberales, había sido derrotado en las grandes batallas de la guerra civil en el Ribatejo (batallas de Pernes, Almoster y Aceiceira) en los primeros meses de 1834, y se refugió en su cuartel general del Alentejo, la única región del reino que se mantenía fiel a su persona.
Con un ejército poco motivado para continuar su lucha por una causa ya perdida, con innumerables bajas y otras tantas deserciones, Don Miguel se instaló en el entonces concejo de Évora-Monte con su Consejo de Guerra. Considerando la hipótesis de una final y decisiva batalla a las puertas de Évora, el mantenimiento de una guerra de guerrillas en el Bajo Alentejo y el Algarve, la retirada a España para apoyar la causa carlista de su primo Don Carlos (pretendiente tradicionalista al trono de España, que le disputaba su sobrina Isabel II - situación muy similar a la que se vivía en Portugal), o la rendición pura y simple, el Consejo de Guerra acabó por decidir, el día 23 de mayo, pedir un armisticio a los jefes liberales, para que cesasen inmediatamente las hostilidades.
Sería precisamente en Évora Monte, en la casa de Joaquim António Saramago (donde todavía hoy puede encontrarse una placa conmemorativa del evento), donde se firmó el acuerdo que puso fin a las guerras entre liberales y tradicionalistas (llamados absolutistas o miguelistas por los liberales), en Portugal. A tal efecto, se reunieron los generales Azevedo e Lemos, comandante en jefe del ejército tradicionalista, el Marqués de Saldanha y el Duque de Terceira, comandantes de las fuerzas de Pedro IV, en presencia de un embajador británico, John Grant, con el fin de discutir las condiciones definitivas para la paz en Portugal.
Saldanha y Terceira hicieron saber a Lemos que el gobierno del Duque de Braganza en nombre de la reina María II aceptaría solamente una rendición incondicional de las fuerzas miguelistas; y añadieron que las fuerzas que comandaban proseguirían inexorablemente su marcha triunfal a Évora, donde se había acantonado en ejército de Don Miguel, hasta que este se rindiera.
Incapaz de continuar con el esfuerzo de guerra, Don Miguel aceptó los términos propuestos por los liberales para esta rendición incondicional. Don Pedro, sin embargo, procuró no imponer más condiciones humillantes para su hermano y sus partidarios, procurando así solucionar todos los conflictos y evitar el agravamiento de discusiones entre los portugueses.

## La concesión de Évora Monte
El día 26 de mayo de 1834 firmaron el texto de la concesión los generales Lemos (absolutista), Saldanha y Terceira (liberales). En ella se estipulaban las condiciones sine qua non para el fin de la guerra civil que había enfrentado a las dos facciones a lo largo de los dos años precedentes:
- la inmediata e incondicional rendición de Don Miguel y de todas sus fuerzas, con la deposición y entrega de sus armas a los liberales.
- amnistía general para todos los crímenes políticos cometidos desde el 1 de agosto de 1826.
- licencia para que los amnistiados pudiesen salir libremente del reino y disponer de sus bienes, mediante el compromiso de no intervenir más en los asuntos públicos del reino de Portugal.
- promesa, por parte de los liberales, de no perseguir a los partidarios de Don Miguel.
- pago anual al infante Don Miguel de una pensión vitalicia, pudiendo el príncipe disponer libremente de todos sus bienes particulares; Don Miguel debería sin embargo abandonar la península ibérica ad æternum dentro de un período de quince días subsiguientes a la firma de la convención, a bordo de un navío extranjero, debiendo además firmar una declaración por la cual se comprometía a no regresar jamás a territorio portugués, metropolitano o colonial, ni a intervenir en los asuntos políticos del reino o, de cualquier otra forma, contribuir a desestabilizar el país.

## Consecuencias
A pesar de que el conflicto armado, verdadera guerra fratricida, finalizó con la firma de la concesión, los viejos odios permanecieron todavía durante muchos años (lo que explica las constantes revueltas a lo largo de los años subsiguientes, y ciertos fenómenos de bandolerismo. Unido a eso, el esfuerzo de reconstrucción de un país destruido y empobrecido por las guerras durante treinta años (Guerra de las Naranjas, Guerra de Independencia, Guerras Liberales).
Don Miguel, cuyo amor por el país era a pesar de todo genuino, y de cuya integridad personal nunca nadie dudó, entregó las joyas de la Corona para poder pagar parte de la deuda de guerra, antes de embarcar en el Porto de Sines el día 1 de junio de 1834 en dirección a Génova, en el Piamonte, partiendo de ahí hacia Roma, después de haber negociado su instalación en la sede papal con honras de soberano todavía reconocido por la Santa Sede.
Al llegar a la ciudad piamontesa, sin embargo, elaboró un manifiesto en el cual hizo pública su protesta contra las condiciones que le habían sido impuestas, afirmando que la capitulación de Évora-Monte debería ser considerada "nula y de ningún efecto", perdiendo así los derechos y prerrogativas de Infante de Portugal, que le eran reconocidos por los liberales.
Tal actitud llevó igualmente a la suspensión de la pensión proyectada por el gobierno portugués, pasando el antiguo rey a vivir de la buena voluntad del Papa, entre otros amigos y partidarios; dos años después, su sobrina la reina declaró proscritos de Portugal para siempre a Don Miguel y sus descendientes, so pena de muerte (la llamada Lei do Banimento, que no sería revocada hasta 1950). Don Miguel partiría después a Austria, donde casó con Adelaide de Löwenstein-Wertheim-Rosenberg y falleció en 1866.
En resumen, como consecuencia de la concesión de Évora Monte se reinstauró en Portugal, definitivamente, un régimen liberal y constitucional, volviendo a entrar en vigor la Constitución de 1826; Don Pedro, ya condenado a pronta muerte por la tuberculosis aun teniendo poco más de treinta años, abdicó de la regencia del reino, y las Cortes de la Nación Portuguesa, solemnemente reunidas, declararon mayor de edad a la reina María da Glória, con solo 15 años, con el nombre de María II.
Entretanto, en el Algarve, los realistas y otros simpatizantes de Don Miguel, expoliados y perseguidos en represalia, se refugiaron en la montaña, donde, liderados por José Reis, el famoso Remexido, continuaron la guerra civil, con asaltos y ataques a poblaciones, intercepción de correos, etc, durante más de cuatro años, culminando con el fusilamiento de Remexido en Faro el 2 de agosto de 1838.
- Datos: Q2822845